# Arbutus Grove Park
Arbutus Grove Park är en park i Kanada.   Den ligger i Regional District of Nanaimo och provinsen British Columbia, i den sydvästra delen av landet, 3 600 km väster om huvudstaden Ottawa. Arbutus Grove Park ligger 151 meter över havet.
Terrängen runt Arbutus Grove Park är kuperad åt sydväst, men åt nordost är den platt. Havet är nära Arbutus Grove Park åt nordost. Närmaste större samhälle är Nanaimo, 17,8 km sydost om Arbutus Grove Park. 
I omgivningarna runt Arbutus Grove Park växer i huvudsak barrskog. Runt Arbutus Grove Park är det glesbefolkat, med 13 invånare per kvadratkilometer.